# Walter Scott
Walter Scott (Edinburgh, 15. kolovoza 1771. – Abbotsford, 21. rujna 1832.), škotski pjesnik i romanopisac, često nazivan "ocem povijesnog romana".
Od djetinjstva je pokazivao interes za povijest, pjesništvo, neobična putovanja i fantastične pripovijesti. Sakupljao je škotske balade i 1802. javio se zbirkom "Minstrelsko pjesništvo sa škotske granice". Na početku je pisao isključivo poeziju s temama iz srednjeg vijeka i škotske povijesti. Kao moralist, u svojim se djelima zalaže za pobjedu dobra. Junaci njegovih romana hrabri su i velikodušni, a pravda na kraju nadjača nepravdu. U svojoj prozi daje dramatične zaplete, viteške običaje i snažne ličnosti, a karakteriziraju ga poznavanje škotske i engleske prošlosti te romantičarska raspoloženja.
Nakon što je 1813. odbio položaj poete laureatusa, Scott se okrenuo pisanju povijesnih romana. Prvi u nizu više od 20 romana bio je "Waverly" (1814.). Uslijedili su: "Crni patuljak" (1816.), "Rob Roy" (1817.), "Srce Midlothiana" (1818.) i "Ivanhoe" (1820.), koji su naišli na široki odjek među čitateljima. Svojim djelima snažno je utjecao na pisce u SAD-u i Europi, među mnogima i na Augusta Šenou, kojeg često nazivaju "hrvatskim Walterom Scottom".
Zanimljivo je da su svi njegovi romani do 1827. izlazili pod raznim pseudonimima. Uz slavne priče u stihovima i romane, Scott je napisao i niz drama, kojima nije postigao toliki uspjeh. Prema Goetheu preveo je i našu Hasanaginicu na engleski jezik.
Walter Scott umro je 1832.

## Izabrana djela
- Waverly (1814.)
- Crni patuljak (The Black Dwarf, 1816.)
- Rob Roy (1817.)
- Srce Midlothiana (The Heart of Midlothian, 1818.)
- Lammermoorska zaručnica (The Bride of Lammermoor, 1819.)
- Ivanhoe (1820.)
- Nigelovi doživljaji (The Fortunes of Nigel, 1822.)
- Quentin Durward (1823.)
- Život Napoleona Bonapartea (The Life of Napoleon Buonaparte, 1827)
- Pisma o demonologiji i čarobnjaštvu (Letters on Demonology and Witchcraft ,1831.)